# Aljašský ropovod

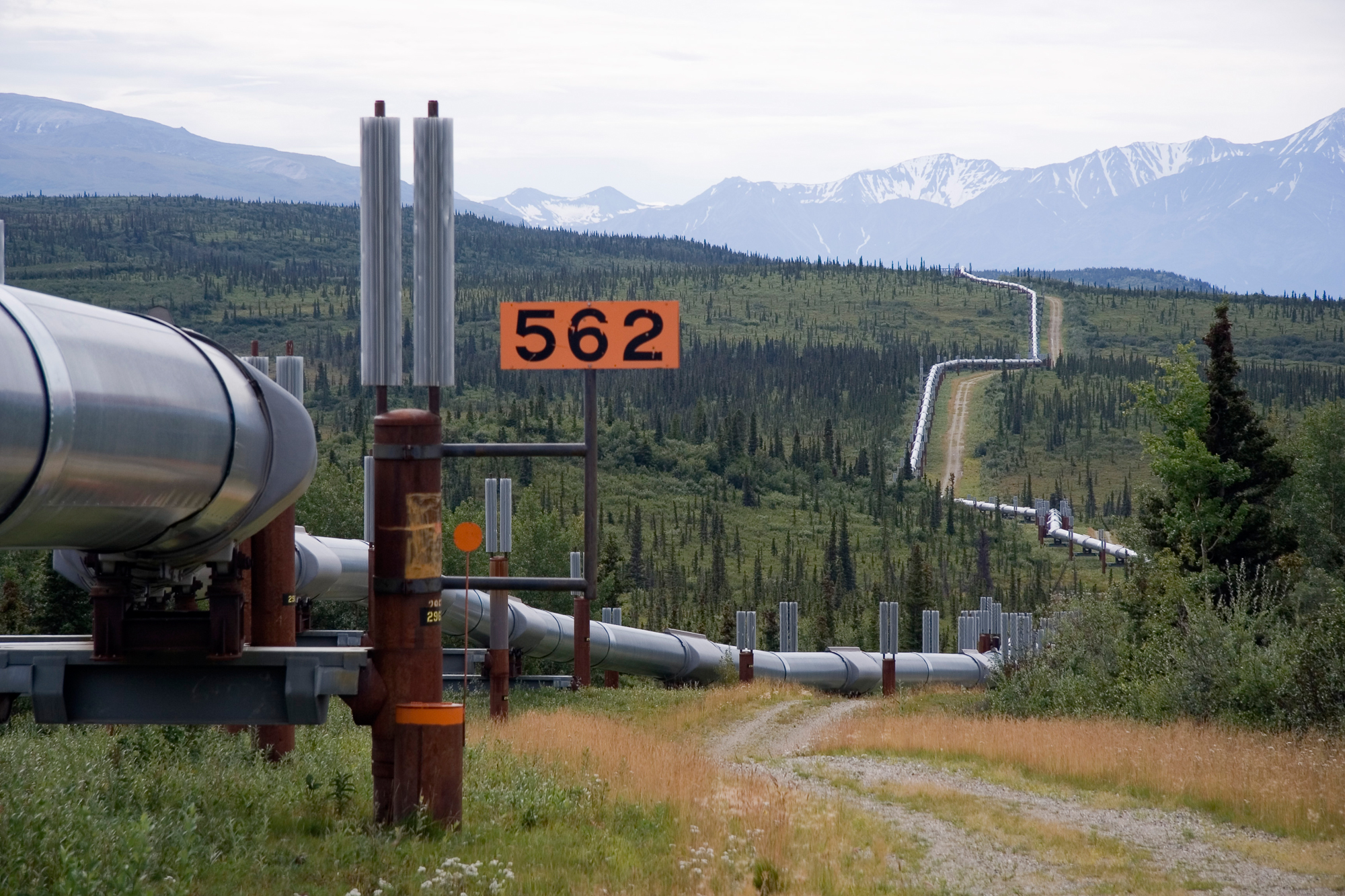
Pohled na úsek ropovodu

Aljašský, či Transaljašský ropovod (anglicky Trans-Alaska Pipeline System nebo zkráceně Alyeska Pipeline či Alaska Pipeline) je hlavní ropovod Spojených států amerických přepravující ropu z ropných polí na severu Aljašky do přístavu na jejím jihu. Byl dokončen v roce 1977 a denně přepraví maximálně 330 000 metrů krychlových ropy. Ropná pole byla na Aljašce objevena již koncem 60. let 20. stol., jejich těžba ale nebyla příliš rentabilní. Impulsem pro těžbu se stala první ropná krize v roce 1973 a snaha USA se alespoň částečně vymanit ze závislosti na OPEC.

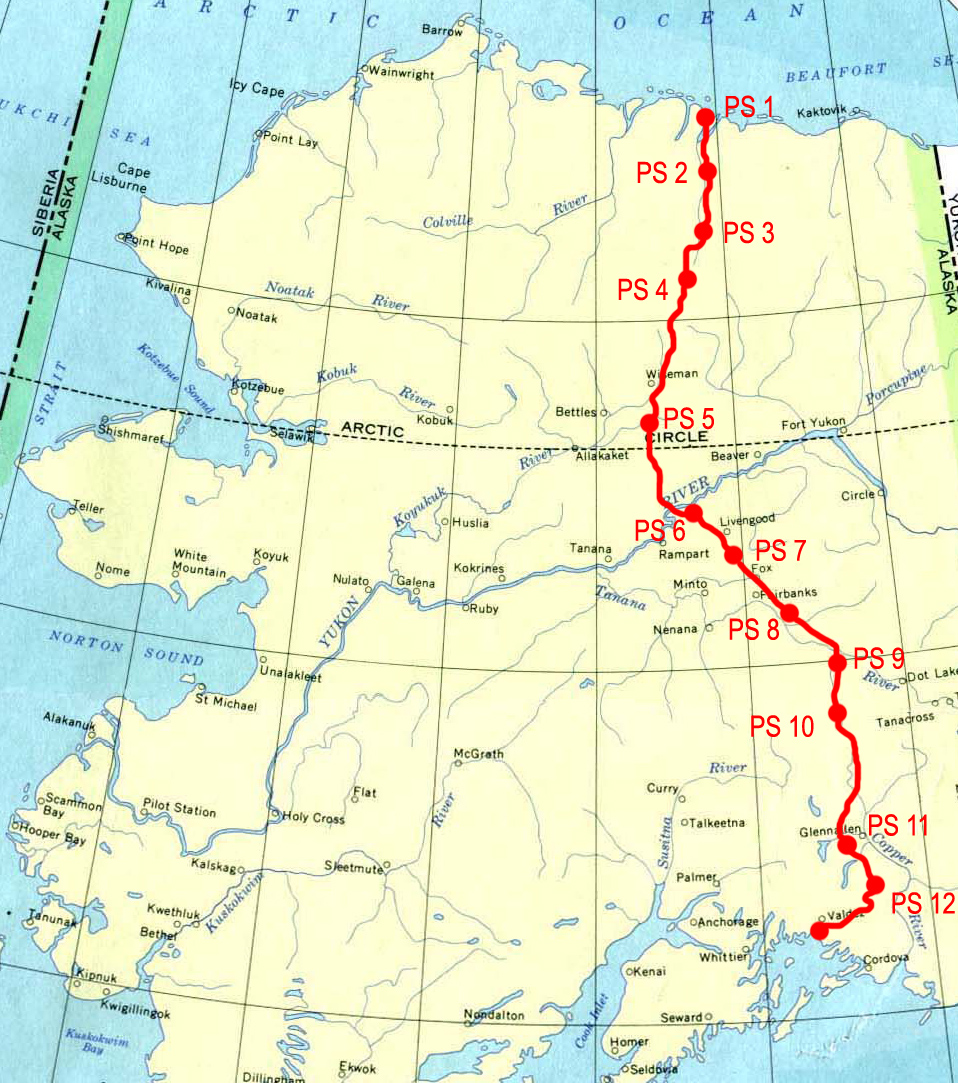
Mapa trasy hlavní větve ropovodu

Hlavní větev ropovodu vede severojižním směrem a má délku skoro 1300 kilometrů. Začíná u Severního ledového oceánu v Prudhoe Bay a končí ve Valdezu u Aljašského zálivu. Prochází některými aljašskými obcemi, například Wisemanem, Bettlesem, Livegoodem, Foxem, Fairbanksem a Glennallenem.
Stavba ropovodu v této řídce osídlené oblasti čelila řadě obtíží, mimo jiné bylo potřeba překonat tři horské hřebeny, aktivní zlomy, dlouhé úseky s nestabilním permafrostem, mnoho potoků a říček. Také bylo třeba brát ohled na aljašský ekosystém, na migrační cesty sobů a losů.